# Mednarodni mirovni biro
Mednarodni mirovni urad (angleško: International Peace Bureau, francosko:Bureau International de la Paix) je bil ustanovljen leta 1891 in je eden izmed najstarejših mednarodnih mirovnih zvez na svetu.
Ustanovljen je bil pod imenom Trajni mednarodni mirovni urad (Permanent International Peace Bureau - Bureau International Permanent de la Paix). Od leta 1912 naprej v imenu ni več elementa trajnosti. V letih 1946−1961 je bil preimenovan v Mednarodni zastopniški komite mirovnih organizacij (International Liaison Committee of Organizations for Peace – ILCOP) – Comité de liaison international des organisations de paix – CLIOP))

Organizacija je bila nagrajena z Nobelovo nagrado za mir leta 1910 "[za delovanje] kot člen med mirovnimi organizacijami v različnih državah". Leta 1913 je Henri La Fontaine bil prav tako nagrajen s Nobelovo nagrado za uspešno predsedovanje uradu. Od leta 2012 je kar enajst prejemnikov Nobelove nagrade za mir bili del tudi Mednarodnega mirovnega urada.

## Seán MacBride mirovna nagrada
2016:  Colin Archer, Birojev dolgoletni generalni sekretar
2015:  Prebivalci skupnosti otokov Lampeduse (Italija) in otoka Čedžu (Južna Koreja) kot priznanje za njihovo zavezanost k miru in socialni pravičnosti.
2014: Prebivalstvo in vlada Republiki Marshallovih otokov v podporo njihovi tožbi in pravnemu primeru v razsodbo Mednarodnemu sodišču glede 9 držav z jedrskim orožjem, ki niso spoštovale svojih obvez do razorožitve.
2012: Lina BEN MHENNI, Tunizijska blogerka in aktivistka; in Nawal EL-SAADAWI, Egipčanska feministična pisateljica, aktivistka in zdravnica
2010 Binalakshmi NEPRAM, ustanovitelj Manipur Women Gun Survivors Networka in generalni sekretar za nadzor orožja v Indiji
2008 Jackie CABASSO, ameriška aktivistka vpletena v jedrsko razoroževanje, okoljska in mirovna gibanja tako na lokalnem, državnem kot mednarodnem nivoju
2006 Županoma miru Tadatoši AKIBA, župan mesta Hirošima; in Ikčo ITOH, župan mesta Nagasaki (slednji je kmalu zatem umorjen).
2003 Nihon HIDANKYO, skupini preživelih v jedrskem bombandiranju mest Hirošime in Nagasakija, ki so posvetili življenje razoroževanju jedrskih orožij po svetu
2001 Rosalie BERTELL, kanadska zagovornica javnega zdravstva, znanstvenica in pisateljica, ki je velik del svojega življenja posvetila žrtvam jedrskih nesreč in drugih katastrof.
1999 Barbara GLADYSCH, Matere za mir, Nemčija, za izredne in dolgotrajno zavezo k razoroževanju in solidarnosti do žrtev vojn in nesreč
1997 The Seeds of Hope Group, Organizacija Združenega kraljestva, ker so razorožili zračno plovilo Hawk, namenjeno za Indonezijo.
1995 The Committee of Soldiers' Mothers of Russia, združenje ruskih državljanov, ki nasprotujejo obračunov v Čečeniji.
1993 Hilda LINI, Vanuatu, nekdanja zdravstvena ministrica, ki je odigrala ključno vlogo pri vnovično presoji o potrebi jedrskega orožja za mednarodno pravo

## Predsedniki
- Ernst Wolf – 1963–1974
- Seán MacBride – 1974–1985
- Bruce Kent – 1985–1992
- Maj Britt Theorin – 1992–2000
- Cora Weiss – 2000–2006
- Tomas Magnusson – 2006–present